# Луций Рагоний Квинтиан
Лу́ций Раго́ний Квинтиа́н (лат. Lucius Ragonius Quintianus) — римский государственный деятель конца III века.

## Биография
О биографии и карьере Рагония Квинтиана никаких сведений, кроме его имени в консульских надписях и фастах, не сохранилось.
Возможно, Квинтиан был потомком Луция Рагония Уринация Тусцения Квинтиана, уроженца Опитергия. В 289 году он занимал должность ординарного консула вместе с Марком Магрием Бассом. В этом году консулами были назначены ещё шесть человек (поочередно три пары), что было обычной практикой для периода Империи. Предположительно, консул 289 года был предком (Луция) Рагония Венуста и Рагония Винцентия Цельса.